# Sprzęgło odśrodkowe

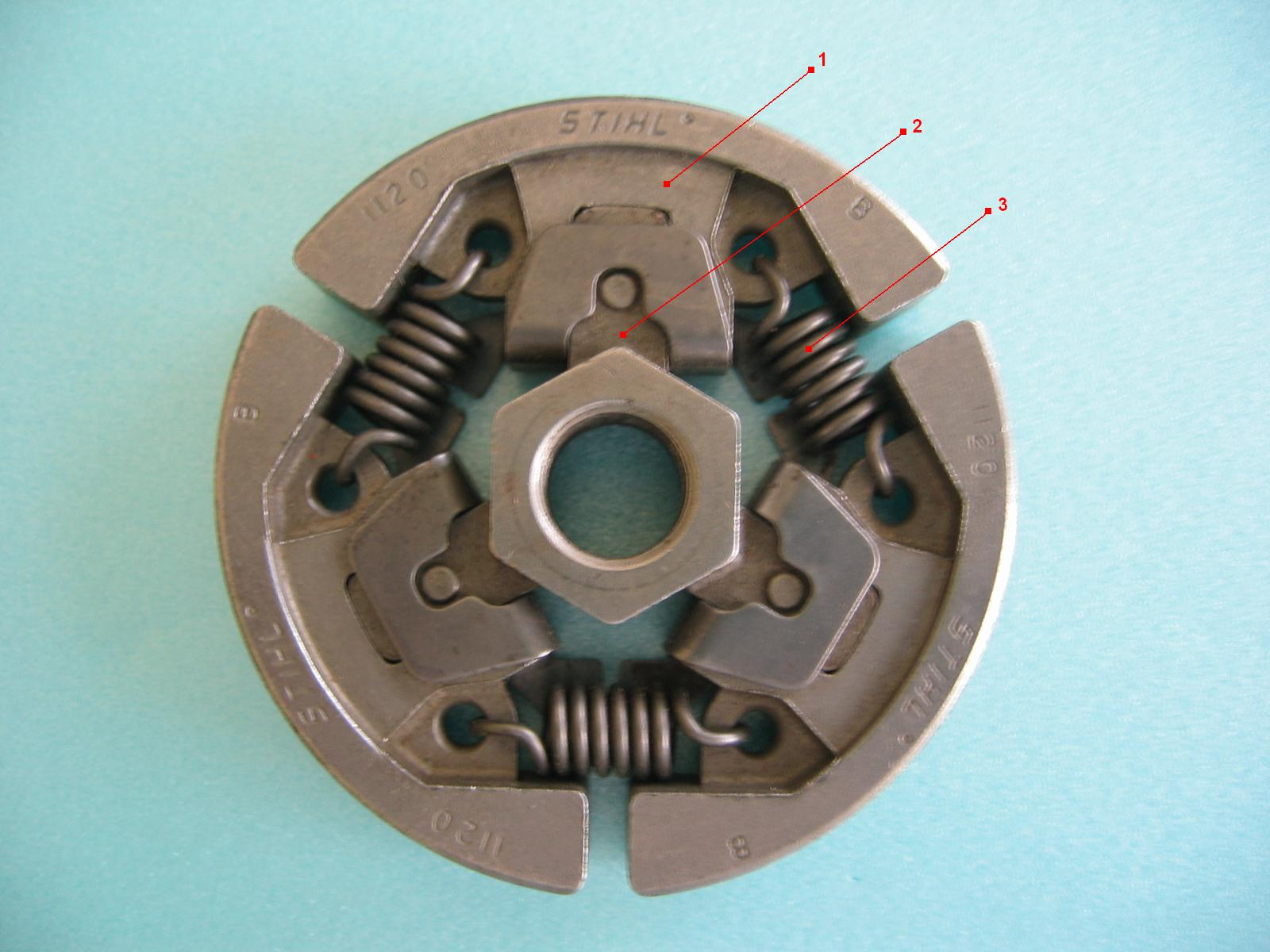
Sprzęgło odśrodkowe promieniowe - część napędzana: 1-ciężarek, 2-zabierak, 3-sprężyna.

Sprzęgło odśrodkowe – rodzaj sprzęgła ciernego, które samoczynnie łączy wałek wejściowy z wyjściowym  po przekroczeniu pewnej prędkości obrotowej. 
Sprzęgło odśrodkowe wykorzystuje do włączenia siłę odśrodkową działającą promieniowo. Bezpośrednie wykorzystanie tej siły zachodzi w sprzęgle promieniowym (rys), w którym tarcie działa na powierzchni cylindrycznej strony napędzanej sprzęgła. 
Natomiast gdy tarcie zachodzi na powierzchni czołowej, wymagany jest dodatkowy mechanizm pośredniczący np. dźwignia. W spoczynku i przy małej prędkości elementy cierne sprzęgła są rozłączone na skutek działania sprężyny.
Podczas wzrostu prędkości obrotowej wałka wejściowego rośnie siła odśrodkowa działająca na wirujące ciężarki, i gdy przezwycięży siłę napięcia wstępnego sprężyny następuje przemieszczenie ciężarków, zetknięcie elementów ciernych  i pojawienie siły tarcia sprzęgającej wałki. 
Analogicznie - zmniejszenie prędkości obrotowej powoduje zmniejszenie siły odśrodkowej, a co za tym idzie osłabienie docisku elementów ciernych sprzęgła i samoczynne rozłączenie sprzęgła.  
Sprzęgła odśrodkowe stosuje się jako sprzęgła rozruchowe. W sprzęgła odśrodkowe wyposażane są spalinowe pilarki, kosiarki do trawników, gokarty i skutery, co umożliwia zatrzymanie ruchu urządzenia przy pracy silnika na biegu jałowym.

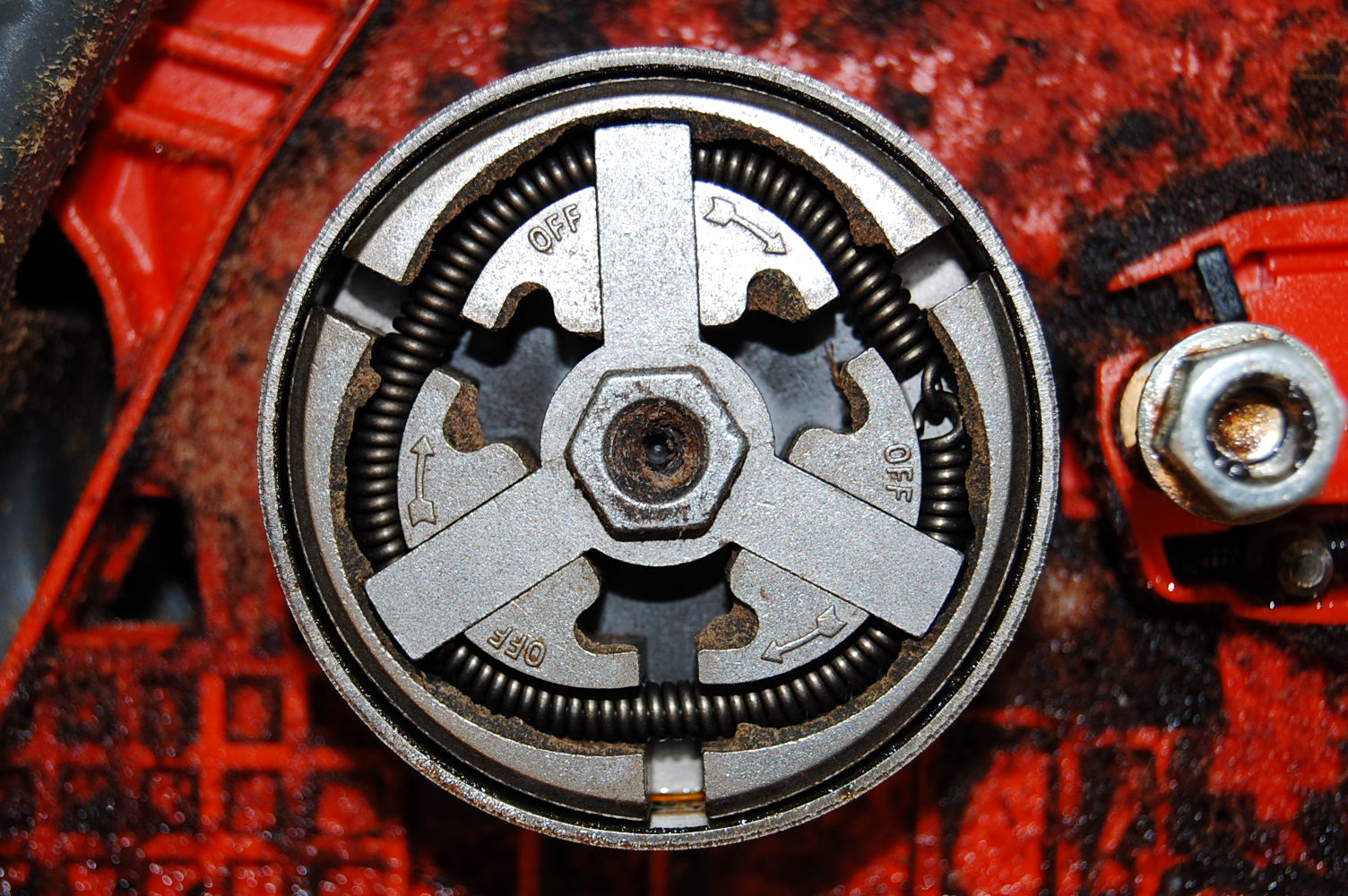
Kompletne sprzęgło pilarki łańcuchowej